# Rio Auaris
O rio Auaris é um rio brasileiro ao noroeste do estado de Roraima. Seu curso dá-se no município de Amajari, dentro da reserva indígena dos Yanomami, tendo como foz o rio Uraricoera.
Próximo a ele encontra-se o Pelotão Especial de Fronteira (PEF) de Auaris, do Exército Brasileiro.